# Comerç electrònic
El comerç electrònic (també conegut com a e-commerce de l'anglès Electronic Commerce) és una transacció comercial en què les parts involucrades interaccionen de manera electrònica en lloc de fer-ho de la manera tradicional amb intercanvis físics a través del tracte físic directe.
El comerç electrònic consisteix en la compra i venda de productes o de serveis per mitjans electrònics, tals com Internet i altres xarxes d'ordinadors. La quantitat de comerç duta a terme electrònicament ha crescut extraordinàriament a causa de la propagació d'Internet en el món desenvolupat. Una gran varietat de comerç es realitza d'aquesta manera, estimulant la creació i ús d'innovacions com ara la transferència de diners electrònica, l'administració de cadenes de subministrament, el màrqueting per Internet, el processament de transaccions en línia, l'intercanvi electrònic de dades, els sistemes d'administració de l'inventari, i els sistemes automatitzats de recol·lecció de dades. El comerç electrònic normalment fa servir Internet en algun punt del cicle de la transacció, encara que pot abastar una gamma més àmplia de tecnologies, com ara el correu electrònic.
Un gran percentatge del comerç electrònic s'utilitza completament per a articles virtuals (programari i derivats en la seva majoria), així com l'accés a contingut premium d'un lloc web; però la majoria del comerç electrònic involucra el transport d'objectes físics d'una manera o altra.
El comerç electrònic realitzat entre empreses s'anomena en anglès Business-to-business o B2B. El B2B pot estar obert a qualsevol que estigui interessat (com l'intercanvi de mercaderies o matèries primeres), o bé estar limitat a participants específics prequalificats (mercat electrònic privat).
El comerç electrònic on les operacions comercials són entre una empresa i un usuari final s'anomena Business to Consumer o B2C, empresa a consumidor. El comerç electrònic amb operacions entre empresa i administració pública és el Business to Administration o B2A.

## La revolució del consum
L'arribada de la tecnologia al sector del consum va suposar una transformació al voltant dels anys 20 del segle xxi, tant als punts de venda més tradicionals com a les formes habituals de consumir de la població. Les empreses del sector es van veure abocades d'entrar de cap a la transformació digital, d'altres empreses de e-commerce van néixer i expandir-se ràpidament, en aquell moment. La creació de negocis totalment innovadors, amb empreses de repartiment a domicili que funcionaven la majoria d'elles a través d'aplicacions mòbils. El consumidor potencial amb un nivell d'exigència major, requeria una entrega fiable, i amb un límit de temps de rebuda, el menor possible. Les empreses del sector treballaven per aconseguir reduir els temps d'entrega i la qualitat dels productes.
El repartiment a domicili d'articles de supermercats significava a finals del 2019 un 2% del total de les vendes a l'estat espanyol, segons alguns estudis un mercat amb molta capacitat d'expansió, en canvi d'altres països com França suposava el 6% del total de vendes, o al Regne Unit un 8%. El sector creixia a un ritme del 15% a l'any a España. Algunes empreses van crear els anomenats dark stores, petits magatzems als centres de les ciutats proveïts de tota mena d'articles de supermercat, per reduir els temps d'espera del consumidor final.
El terme comerç electrònic va ser encunyat i utilitzat per primera vegada per Robert Jacobson, el principal consultor del Comitè de Serveis Públics i Comerç de l'Assemblea de l'Estat de Califòrnia, en el títol i el text de la Llei de Comerç Electrònic de Califòrnia, que va ser aprovada el 1984 per la ja desapareguda presidenta del comitè Gwen Moore (demòcrata de l'estat de Los Angeles).

## Formes
El comerç electrònic modern es pot dividir en dues categories. La primera categoria és el comerç basat en els tipus de béns venuts (inclou de tot: des de la comanda de "contingut digital" per a consum en línia immediat fins a la comanda de productes i serveis convencionals, així com "meti"-serveis que faciliten altres tipus de comerç electrònic). La segona categoria es basa en la naturalesa dels participants (B2B, B2C, C2B i C2C).
A nivell institucional, les grans corporacions i institucions financeres utilitzen Internet per intercanviar dades financeres, amb el propòsit de simplificar els negocis interns i internacionals. La integritat de les dades i la seguretat són preocupacions urgents per al comerç electrònic.
A més del comerç electrònic tradicional, també s'utilitzen els termes m-Commerce (comerç mòbil) i (aproximadament des de 2013) t-Commerce.

## Logística
La logística en el comerç electrònic es relaciona principalment amb l'acompliment de comandes. Els mercats en línia i les botigues minoristes han de trobar les millors maneres de complir les comandes i lliurar els productes. Les empreses petites solen controlar les seves pròpies operacions logístiques perquè no tenen la capacitat de contractar una empresa externa. La majoria de les grans empreses contracten un servei d'acompliment de comandes, que s'encarrega de les necessitats logístiques de l'empresa. L'optimització dels processos logístics, que inclou inversions a llarg termini en un sistema d'emmagatzematge eficient i la implementació d'estratègies de gestió d'inventaris, és fonamental per garantir la prioritat de la satisfacció del client durant tot el procés, des de la realització de la comanda fins al lliurament final.